# Mudalagollahalli, Chintamani
Mudalagollahalli là một làng thuộc tehsil Chintamani, huyện Chikkaballapur, bang Karnataka, Ấn Độ.